# Brachysetodes bifurcatus
Brachysetodes bifurcatus är en nattsländeart som beskrevs av Oliver S. Flint Jr. 1983. Brachysetodes bifurcatus ingår i släktet Brachysetodes och familjen långhornssländor. Inga underarter finns listade i Catalogue of Life.